# 濮斗衡
濮斗衡，清朝官员，四川大竹县人。
道光二十四年（1844年）举人。同治元年（1862年）三甲进士，授陕西三原县知县。未及上任，改调略阳县知县，不久又改知蓝田县。